# Día de bueyes
El día de bueyes es una unidad de superficie del ámbito rural, ya en desuso. Es la extensión de terreno que podía arar una pareja de bueyes en un día. Equivale a 1.800 varas castellanas cuadradas, equivalente a 12 áreas, 57 centiáreas, 72 decímetros y 69 centímetros cuadrados o 28.800 palmos cuadrados. 1.257,7269 metros cuadrados.

## Equivalencias en el sistema métrico
Un día de bueyes equivale a:
- 1.257.726.900 milímetros cuadrados (mm²)
- 12.577.269 centímetros cuadrados (cm²)
- 125.773 decímetros cuadrados (dm²)
- 1.258 centiáreas o metros cuadrados (m²)
- 12,58 áreas o decámetros cuadrados (dam²)
- 0,126 hectáreas o hectómetros cuadrados (hm²)
- 0,00126 kilómetros cuadrados (km²)